# Свети Мартин (острво)
Острво Свети Мартин (фр. Saint-Martin, хол. Sint Maarten) је острво у Карибима које припада подгрупи Острва заветрине.
Површина острва је 87 km² (холандски део — 34 km², француски — 53 km²). Највиша тачка на овом вулканском острву је врх Паради (411 m), у француском делу острва.
Острво је на дан Светог Мартина, 11. новембра 1493, открио Кристифор Колумбо.

## Географија
Свети Мартин има површину од 95 km², 53 km² која су под суверенитетом Републике Француске, и 42 km2 (16 sq mi) под суверенитетом Краљевине Холандије. Ово је једина копнена граница коју деле Француска Република и Краљевина Холандија. Не постоји граница између ових земаља у континенталној Европи.
Главни градови су Филипсбург на холандској и Мариго на француској страни. Холандска страна је гушће насељена. Највеће насеље на читавом острву је Доња принчева четврт, која се налази на холандској страни.
Највиши врх брда је Пик Парадис (424 метра) на француској страни. Обе стране су брдовите са великим планинским врховима. На острву нема река, али има много сувих јаруга. Планинарске стазе омогућавају приступ сувој шуми која покрива врхове и падине.
Острво се налази јужно од Ангвиле и од те британске прекоморске територије је одвојена каналом Ангвила. Свети Мартин је северозападно од Сен Бартелемија и од тог француског прекоморског колектива одвојен је каналом Сен Бартелеми.

## Историја
Уобичајено се верује да је Кристифор Колумбо острво назвао у част Светог Мартина Турског када га је наишао на свом другом путовању открића. Међутим, он је то име заправо применио на острво које се сада зове Невис када се усидрио на мору 11. новембра 1493. године, на празник Светог Мартина. Збуњеност бројних слабо забележених малих острва на заветреним острвима значила је да је ово име случајно пренето на острво.
У Колумбово време, Свети Мартин су населили карипски Американци, ако су их уопште и населили. Некадашње Араваке прогонили су Кариби који су долазили са северне обале Јужне Америке кратко време пре доласка Шпанаца који су уследили за Колумбовим трагом. Араваци су били земљорадници који су израђивали грнчарију и чија је друштвена организација била на челу са наследним главарима који су своју моћ црпили од божанстава званих земис. Територија Кариба није у потпуности освојена до средине 17. века када је већина њих страдала у борби између Француза, Енглеза, Холанђана, Данаца и Шпанаца за контролу над острвима Западне Индије око Карипског мора.
Холанђани су први почели да користе острвске баре за сол 1620-их. Тада. када су још увек били у рату са Холанђанима, Шпанци су заузели Свети Мартин 1633. Годину дана касније, изградили су тврђаву (данас Форт Амстердам, близу Филипсбурга) и још једну артиљеријску батерију на Поинт Бланшу да потврде своје право и контролишу приступ солском рибњаку Грејт Беј. Велики прилив афричких робова догодио се у 18. веку развојем плантажа шећерне трске. Ропство је укинуто у првој половини 19. века. На неке од својих територија Британци су увозили Кинезе из Јужне Азије да заузму место робова. Тако су Свети Мартин и остала острва насељени мешавином америчких, европских, афричких, индијских и азијских народа.
Краљевина Француска и Холандија су се 23. марта 1648. године договориле да поделе острво између своје две територије, потписивањем Уговора о Конкордији.

## Клима
Према Кепеновој класификацији климе, острво има тропску саванску климу (Ав) са сушном сезоном од јануара до априла и кишном сезоном од августа до децембра. Обрасци падавина су последица кретања Азорских острва током године. Са правцем ветра претежно са истока или североистока, температуре остају стабилне током целе године, а ретко прелазе 34 °C или падају испод 20 °C. Температуре остају стабилне током целе године са просечном средњом температуром од 27,2 °C. 

### Ураган Ирма
6. септембра 2017. острво је погодио ураган Ирма, који је нанео широку и значајну штету, процењену на 3 милијарде долара, зградама и инфраструктури. Забележено је укупно 11 смртних случајева од 9. јула 2018. Француски министар унутрашњих послова Жерар Коломб рекао је 8. септембра 2017. године да је већина школа уништена на француској половини острва. Поред штете коју су проузроковали јаки ветрови, било је извештаја о озбиљној штети од поплава на предузећима у Мариго. Пљачке су такође представљале озбиљан проблем. И Француска и Холандија су на острво послале помоћ, као и додатно полицијско и хитно особље. Вашингтон Пост је известио да је 95% конструкција на француској и 75% на холандској страни оштећено или уништено.

## Економија
ИНСЕЕ је 2005. проценио да је БДП по становнику Светог Мартина за 1999. годину износио 14.500 евра (око 15.400 америчких долара).
Главна индустрија острва је туризам. Острво је 2000. године имало око милион посетилаца годишње. Око 85% радне снаге било је запослено у туристичкој индустрији.

### Туризам
Главни аеродром на острву је Аеродром Принцеза Јулијана, који се налази на самој обали. Велики авиони типа Боинг 747 или Ербас А340 слећу непосредно изнад туриста на плажи, што је постала локална атракција и прилика за фотографисање.
У сезони, на острво пристаје до 10 туристичких бродова дневно. Додатна погодност за туристе је бесцарински статус острва. Када око 6 поподне отплови последњи брод, место Филипсбург потпуно опусти.

## Демографија
1. јануара 2009. године на целом острву Свети Мартин живело је 77.741 становника, од којих је 40.917 живело на холандској страни острва, а 36.824 на француској. На обе стране острва говори се локални креолски језик са енглеским језиком.

### Подела
Острво се дели на северни, француски и јужни, холандски део.
| Држава    | Назив                                             | Становништво | Административна подела                                                  | Главни град | Територија (км²) |
| --------- | ------------------------------------------------- | ------------ | ----------------------------------------------------------------------- | ----------- | ---------------- |
| Француска | Заједница Сен Мартен Collectivité de Saint-Martin | 35.692       | Француска прекоморска територија                                        | Мариго      | 54,3¹            |
| Холандија | Синт Мартен Sint Maarten                          | 39.088       | Конститутивна држава Краљевине Холандије (раније део Холандских Антила) | Филипсбург  | 34               |
|           | Острво Свети Мартин                               | 77.741       |                                                                         |             | 87               |

¹53 km² на самом острву. Остало чине мања острвца и хриди који су 2007. административно припојени Колективитету.
Француски део острва је територија Европске уније и евро је званична валута. На холандском делу званичан је антилски гулден, мада је амерички долар прихваћен свуда на острву. Од 2013. званична валута је промењена у карипски гулден.

## Култура
Холандска страна Светог Мартина позната је по свечаном ноћном животу, плажама, накиту, пићима направљеним од домаћих ликера гуавабери на бази рума и казинима. Француска страна острва позната је по плажама, одећи, куповини (укључујући пијаце на отвореном), француској, индијској и карипској кухињи.
Енглески је језик који се најчешће говори заједно са локалним дијалектом. Службени језици су француски и холандски.
Међу водећим културним уметницима острва су Youth Waves, музички бенд; Исидор "Mighty Dow" Јорк; Роланд Ричардсон, сликар импресиониста; Руби Буте, сликарка; Никол де Вевер, плесачица и звезда Бродвеја; Ласана М. Секу, песник, аутор, заговорник независности; Клара Рејес, кореограф; и Tanny and The Boys, музички бенд.
Јавни аутобуси су примарни начин превоза за посетиоце који бораве на острву.

## Галерија
- Светионик на острву.
- Поглед са плаже на острву (1).
- Острво Свети Мартин.
- Острво Пинел, Свети Мартин.
- Мапа Светог Мартина.
- Поглед са Светог Марина.
- Поглед са плаже на острву (2).
- Поглед са плаже на острву (3).